# José Villegas
José Villegas Tavares (* 20. Juni 1934 in La Experiencia, Bundesstaat Jalisco; † 24. Dezember 2021) war ein mexikanischer Fußballspieler, der von 1952/53 bis 1971/72 für Chivas Guadalajara spielte und Teil jener legendären Mannschaft war, die in den neun Jahren zwischen 1957 und 1965 siebenmal mexikanischer Meister wurde und den Beinamen „Campeonísimo“ erhielt. Zusammen mit Sabás Ponce war Villegas der einzige Spieler, der mit Guadalajara achtmal Meister wurde. Ein noch immer bestehender Rekord in Mexiko. Bekannt war er auch unter seinem Spitznamen „el Jamaicón“ (der Jamaikaner).

## Karriere
Seine fußballerische Ausbildung erhielt Villegas bei seinem Heimatverein Club Deportivo Imperio. 1951 wechselte er zum Zweitligisten CF La Piedad, mit dem er in der Saison 1951/52 die Zweitligameisterschaft gewann und den Aufstieg in die höchste Spielklasse schaffte.
Bereits ab der nächsten Saison 1952/53 stand José Villegas als linker Außenverteidiger bei Chivas unter Vertrag, bei denen er schon bald Stammspieler wurde und bis zu seinem Karriereende blieb.
„El Jamaicón“ gab sein Länderspieldebüt am 26. Februar 1956 gegen Costa Rica und kam bis 1962 auf insgesamt 20 Länderspieleinsätze. Er wurde sowohl für die WM 1958 als auch für die WM 1962 nominiert und kam in beiden Fällen jeweils „nur“ im Eröffnungsspiel der mexikanischen Nationalmannschaft zum Einsatz, das gegen den Gastgeber Schweden (0:3) bzw. den Titelverteidiger Brasilien (0:2) verloren ging.
Vor der WM 1962 unternahm die Nationalmannschaft eine Reise nach Europa, bei der auch Villegas anwesend war. Von dieser WM-Vorbereitungstournee sind einige Anekdoten überliefert, die von seinem außerordentlichen Heimweh Zeugnis ablegen. So ließ Villegas während eines Interviews einen Reporter wissen, wie sehr ihn das Heimweh plagte und wie sehr er die Birria seiner Mutter vermisste.
Auf derselben Reise verließ er ein offizielles Abendessen, zu dem die mexikanische Nationalmannschaft während ihres Aufenthaltes in Lissabon eingeladen worden war. Er stand einfach auf und ging nach draußen. Als er nach einiger Zeit noch nicht zurückgekommen war, begab sich sein Trainer Ignacio Trelles auf die Suche nach ihm und fand ihn sichtlich niedergeschlagen im Garten des Hotels. Dort soll folgender Dialog stattgefunden haben. Trelles fragte: „José, willst Du nichts essen? Was machst Du hier draußen?“ Villegas antwortete: „Was soll ich denn essen? Ich hätte jetzt lieber meine chalupas und eine gute Suppe, aber nicht diesen Dreck hier, der nicht aus Mexiko ist.“

## Erfolge
- Mexikanischer Meister (8): 1957, 1959, 1960, 1961, 1962, 1964, 1965, 1970
- Mexikanischer Supercup (7): 1957, 1959, 1960, 1961, 1964, 1965, 1970
- Pokalsieger (2): 1963, 1970
- CONCACAF-Champions’-Cup-Sieger (1): 1962